# Slowakische Mehlbeere
Die Slowakische Mehlbeere (Sorbus slovenica) ist eine Art aus der Gruppe der Bastard-Mehlbeeren.

## Merkmale
Die Slowakische Mehlbeere ist ein Strauch oder kleiner Baum, der Wuchshöhen von 2 bis 5 Meter erreicht. Die Borke ist in der Jugend glatt, später schuppig.
Die Laubblatt-Spreite der mittleren Blätter von Kurztrieben (14) 16–22 (25) mm sind lang gestielt, eiförmig bis breit eiförmig, selten rundlich, (8,3) 9,2–11,0 (12,0) cm lang und (6,3) 6,5–8,6 (8,8) cm breit, (1,07) 1,22–1,52 (1,58)mal so lang wie breit, gelappt (Lappen spitz, mehr oder weniger dreieckig; die Lappung 1 2–2 2 [30] %), doppelt bis einfach gesägt, jederseits mit 10–12 (13) Seitennerven. Der Abstand zwischen den Seitennerven in der Mitte der Spreitenhälfte beträgt (5,5) 7,0–9,5 (10,0) mm. Die Blattunterseite ist graufilzig behaart. Die Frucht ist kugelig bis ellipsoidisch, selten verkehrt eiförmig, 11–14 mm lang und 1 2–1 3 mm breit, mit persistenten Kelchblättern, rot, selten rotbraun, mit ca. 380–500 Lentizellen; größte Lentizellen 0,6–0,8 mm im Durchmesser.

## Vorkommen
Sorbus slovenica kommt in der Slowakei in den Čachtické-Bergen vor, ferner zwischen den Dörfern Čachtice und Višňové. In Österreich ist Sorbus slovenica nachgewiesen für das  Burgenland (westliches Leitha-Gebirge: Lebzelterberg) und für das pannonische Niederösterreich, und zwar für die Hainburger Berge (Pfaffenberg, Hundsheimer Berg, Hexenberg) und für die Thermenlinie (NSG Glaslauterriegel-Heberlberg-Flugsberg, Pfaffstättner Kogel und des Anningers: Kegelstattweg).
Die Slowakische Mehlbeere wächst auf flachgründigen Felstrockenrasen und in xerothermen Flaumeichenwäldern.

## Systematik
Sorbus slovenica wurde 1961 von Miloslav Kovanda erstbeschrieben. Der Holotypus ist im Herbarium der Charles Universität in Prag (PRC) aufbewahrt.
Die Mehlbeere ist ein Bastard aus Sorbus torminalis und Sorbus danubialis bzw. Sorbus collina. Die Angabe von Marhold (2007), dass die Art einen zweifachen Chromosomensatz besitzt und somit diploid ist, ist nicht belegt. In diesem Fall wäre Sorbus slovenica unfixiert und ein Synonym zu Sorbus xdecipiens, Sorbus aria s. str. als Kreuzungspartner anzunehmen.
Sennikov und Kurtto führen die Art seit 2017 unter dem Namen Karpatiosorbus slovenica. Christenhusz, Fay und Byng ordnen die Mehlbeere 2018 der Birnengattung Pyrus zu und nennen sie Pyrus slovenica.

## Belege
- Manfred A. Fischer: Korrekturen sowie taxonomische und floristische Nachträge und Aktualisierungen zur 3. Auflage (2008) der Exkursionsflora für Österreich, Liechtenstein und Südtirol, Fortsetzung. In: Neilreichia. Band 7, 2015, S. 231–293 (zobodat.at [PDF]).
- Gerhard Jakubowsky, Walter Guterman: Die Sorbus latifolia-Gruppe im östlichen Österreich. In: Annalen des Naturhistorischen Museums in Wien. 1996.
- Miloslav Kovanda: Spontaneous hybrids of Sorbus in Czechoslovakia. In: Acta Univ. Carol. Biol. 1961, S. 41–83.
- Karol Marhold, Pavol Mártonfi, Pavol Mereďa jun, Patrik Mráz: Chromosome number survey of the ferns and flowering plants of Slovakia. Veda, Bratislava 2007, ISBN 978-80-224-0980-3.
- Alexander Sennikov, Arto Kurtto: A phylogenetic checklist of Sorbus s. l. (Rosaceae) in Europe. In: Memoranda Soc. Fauna Flora Fennica. Band 93, 2017, S. 1–78 (journal.fi).
- Maarten M.J. Christenhusz, Michael F. Fay, James W. Byng: The Global Flora Special Edition: GLOVAP Nomenclature. Part 1, 2018.